# العملاق الأناني
العملاق الأناني (بالإنجليزية: The Selfish Giant)‏ هي إحدى قصص الأطفال بقلم أوسكار وايلد نشرت في مايو 1888 في مجموعته القصصية التي أسماها «الأمير السعيد وقصص أخرى».

## القصة

### العملاق الأناني

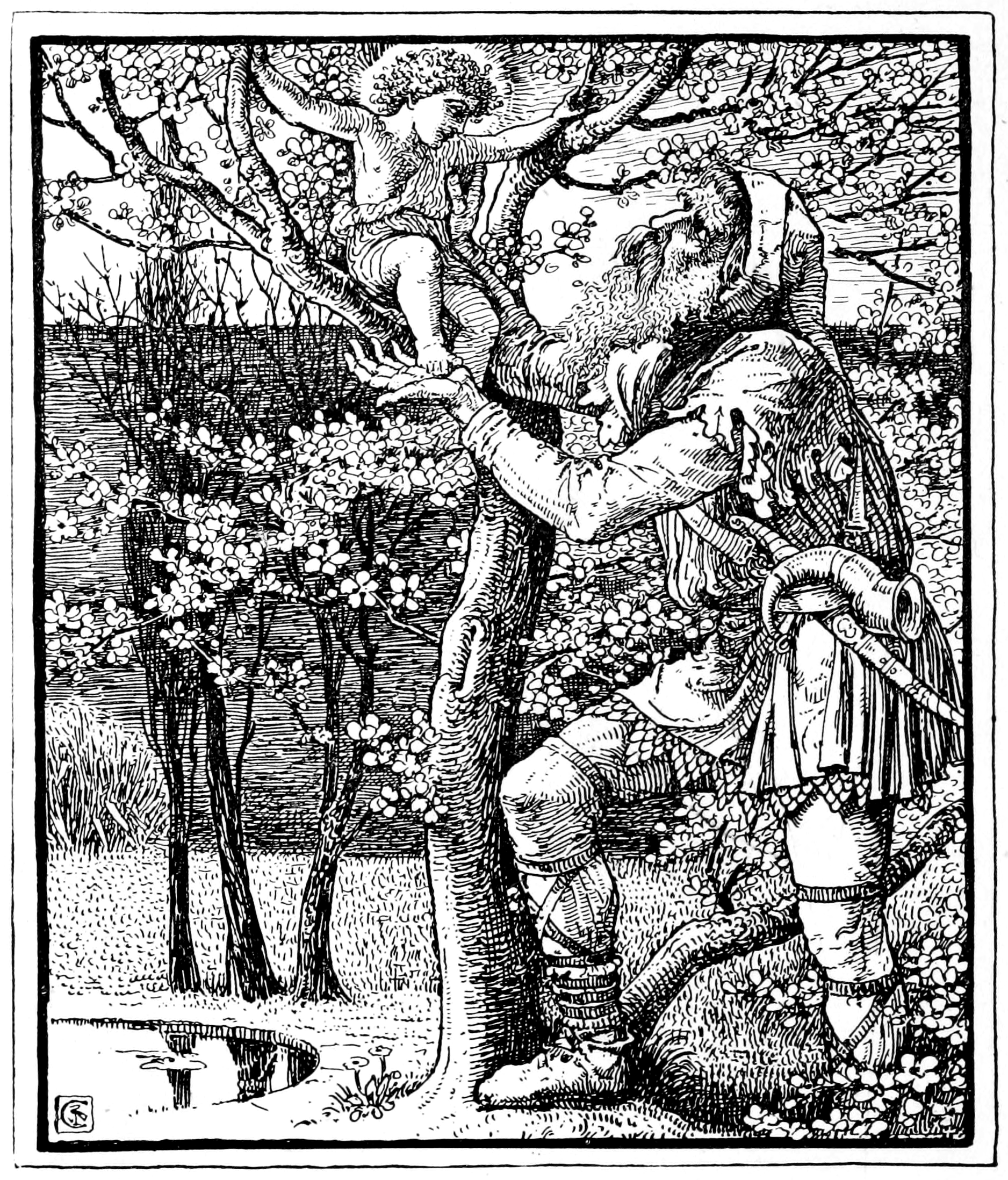
اللوحة 2 للطبعة الأولى للكاتب والتر كرين

عند ظهر كل يوم كان الأطفال معتادين أن يذهبوا للَّعبِ في حديقة العملاق بعد عودتهم من المدرسة.
كانت حديقة كبيرة جميلة، ذات عشب أخضر ناعم. وهنا وهناك فوق العشب انتصبت أزهار جميلة كالنجوم، وكان بها اثنتا عشرة شجرة خوخ، تُزهر في فصل الربيع أزهارًا رقيقة ذات لون وردي ولؤلؤي، وفي الخريف تثمر فاكهةً وافرة. جلست الطيور على الأشجار وغنَّت غناءً عذبًا، حتى إن الأطفال كانوا يُوقِفون ألعابهم ليستمعوا إليها. صاح الأطفال قائلين بعضهم لبعض: «كم نحن سعداء هنا!»
في يوم من الأيام، عاد العملاق. كان قد ذهب في زيارة لصديقه الغول الكوروني، وبقي معه مُدَّة سبع سنوات. بعد انقضاء سبع السنوات كان قد قال كل ما لديه، إذ إن كلامه محدود، وعزم على العودة لقلعته. عندما وصل رأى الأطفال يلعبون في الحديقة.
صاح، بصوت أَجَشَّ للغاية، قائلًا: «ماذا تفعلون هنا؟» فهرب الأطفال بعيدًا.
قال العملاق: «حديقتي مِلْك لي أنا. بمقدور أي شخص أن يفهم ذلك، ولن أسمح لأحد عَدَاي باللَّعب فيها.» لذا بنى جدارًا مرتفعًا يطوِّقها، ووضع لوحةً تحذيرية مكتوبًا عليها:
من يتجاوز الجدار فسيتعرض للملاحقة.
كان عملاقًا شديد الأنانية.
حينئذٍ لم يَعُد لدى الأطفال المساكين مكان للَّعب. حاولوا اللَّعب في الطريق، لكن الطريق كان مُغبَّرًا بشدة، ومليئًا بالحجارة القاسية، ولم يُعجبهم الأمر. كانوا يتجوَّلون حول الجدار العالي بعد انتهاء دروسهم، ويتحدثون عن الحديقة الجميلة في الداخل. قالوا بعضهم لبعض: «كم كُنَّا سعداء هناك!»
ثم جاء الربيع، وكانت البراعم والطيور الصغيرة منتشرةً في جميع أنحاء البلاد. فقط في حديقة العملاق الأناني ظَلَّ الطقس شتويًّا. لم تهتمَّ الطيور بالغناء؛ لأنه لم يكن ثَمَّة أطفال، ونسيت الأشجار أن تزهر. في إحدى المرَّات رفعت زهرة جميلة رأسها من العشب، ولكنَّها عندما رأت اللوحة التحذيرية شعرت بالأسى الشديد على الأطفال، حتى إنها سقطت على الأرض مرةً أخرى، وراحت في نوم عميق. كان الوحيدان اللذان سَرَّهما ذلك هما الثلج والصقيع. صاحا قائلَين: «لقد نسي الربيع هذه الحديقة، لذا سنعيش هنا على مدى السنة.» غطَّى الثلج العشب بعباءته البيضاء الكبيرة، ولوَّن الصقيع جميع الأشجار باللون الفضيِّ. بعد ذلك وجَّها الدعوة إلى الريح الشمالية للبقاء معهما، فأتت. كانت مُتدثِّرةً بالفِراء وتطوف حول الحديقة مُصَرْصِرَةً طوال اليوم، وتعصف بالأنابيب الفخارية أعلى المداخن فتسقطها أرضًا. قالت: «إنه مكان مُبهِج، لا بُدَّ أن ندعوَ المطر للزيارة.» وهكذا جاء المطر. وظلَّ يهطِل كل يوم لمدة ثلاث ساعات على سطح القلعة حتى كَسَّر معظم الألواح، ثم ركض يدور ويدور حول الحديقة بأسرع ما يمكنه. كان يرتدي ثوبًا رماديًّا، وكانت أنفاسه كالثلج.
قال العملاق الأناني، وهو يجلس إلى النافذة ناظرًا إلى حديقته البيضاء الباردة: «لا أفهم سبب تأخُّر الربيع، أتمنَّى أن يتغيَّر الطقس.»
لكنَّ الربيع لم يأتِ قطُّ، ولا الصيف. منح الخريفُ ثمارًا ذهبية لكل الحدائق، إلا حديقة العملاق، وقال: «إنه شديد الأنانية.» وهكذا كان الطقس شتاءً على الدوام هناك، وكانت الريح الشمالية والمطر والصقيع والثلج يتراقصون في الجوار خلال الأشجار.
في صباح أحد الأيام، كان العملاق يرقد مستيقظًا في السرير، عندما سمع بعض الموسيقى الجميلة. كان صوتها في أذنَيه شديد العذوبة حتى إنه ظنَّ أنه لا بُدَّ أن موسيقيي الملك يمرُّون. في الحقيقة كان مجرد عصفور تفاحيٍّ صغير يغرِّد خارج نافذته، ولكن كان قد مَرَّ وقت طويل منذ أن سمع العملاق طائرًا يغرِّد في حديقته، حتى إن صوته بدا له وكأنه أجمل موسيقى في العالم. ثم توقَّف المطر عن الرقص فوق رأسه، وأمسكت الريح الشمالية عن العصف، وجاءته عبر النافذة المفتوحة رائحةُ عِطْر طيب. قال العملاق: «أعتقد أن الربيع قد أتى أخيرًا.» وقفز من سريره ونظر من النافذة.
فما الذي رآه؟
رأى مشهدًا رائعًا للغاية. تسلَّل الأطفال عبر ثقب صغير في الجدار، وكانوا يجلسون على فروع الأشجار. على كل شجرة وقع عليها بصره كان يجلس طفل صغير، وكانت الأشجار سعيدةً للغاية لعودة الأطفال مرةً أخرى، حتى إنها كَسَت نفسها براعم الأزهار، وكانت تُلَوِّحُ بأذرُعِها برفق فوق رءوس الأطفال. والطيور ترفرف حولهم وتزقزق بسعادة، والأزهار تنظر لأعلى من بين العشب الأخضر وتضحك. مشهدٌ رائعٌ، ولكن في ركنٍ واحد فقط من الحديقة ظلَّ الطقس شتاءً. كان أبعد ركن من الحديقة، وكان يقف فيه صبِيٌّ صغير. كان صغيرًا للغاية حتى إنه لم يستطع الوصول إلى فروع الشجرة، وكان يتجوَّل حولها، وهو يبكي بحُرقة. كانت الشجرة المسكينة لا تزال مُغطَّاة بالصقيع والثلج، وكانت الريح الشمالية تهبُّ عليها وتُصَرْصِر فوقها. قالت الشجرة: «تسلَّق أيُّها الولد الصغير.» وأحنت أغصانها بأقصى ما يمكنها؛ ولكن الولد كان صغيرًا للغاية.
ذاب قلب العملاق وهو ينظر إلى هذا المشهد، وقال: «كم كنتُ أنانيًّا! الآن أعرف لِمَ لَمْ يحلَّ الربيع هنا. سأحمل هذا الصبي المسكين وأضعه على قِمَّة الشجرة، ثم سأهدم الجدار وستكون حديقتي ملعبًا للأطفال إلى الأبد.» كان العملاق آسفًا بحق لِما فعله.
لذلك تسلَّل إلى الطابق السفلي، وفتح الباب الأمامي بهدوء وخرج إلى الحديقة. ولكن عندما رآه الأطفال ملأهم الرعب وهربوا جميعًا، فحلَّ فصل الشتاء في الحديقة مرةً أخرى. وحده الصبيُّ الصغير لم يركض، لأن عينَيه كانتا ممتلئتَين بالدموع، فلم يرَ العملاق قادمًا. تسلَّل العملاق خلفه وحمله بلطف في يده ووضعه على الشجرة. وفي الحال، انبثقت البراعم من الشجرة، وحَلَّت الطيور عليها وغرَّدت، ومدَّ الصبي الصغير ذراعَيه ولفَّهما حول رقبة العملاق وقَبَّلهُ. وعندما رأى الأطفال الآخرون أن العملاق لم يَعُد شِرِّيرًا، عادوا يركضون إلى الحديقة مرةً أخرى، ومعهم أتى الربيع. قال العملاق: «إنها حديقتكم الآن، أيُّها الأطفال الصغار.» وأخذ فأسًا كبيرًا وهدم الجدار. وعندما كان الناس ذاهبين إلى السوق في الساعة الثانية عشرة، وجدوا العملاق يلعب مع الأطفال في أجمل حديقة رأوها في حياتهم.
لعبوا طوال اليوم، وفي المساء ذهبوا للعملاق ليودِّعوه.
فقال العملاق: «ولكن أين رفيقكم الصغير؟ الولد الذي وضعته على الشجرة.» كان هذا الولد هو أكثر طفل أحبَّه العملاق؛ وذلك لأنه قَبَّله.
أجاب الأطفال: «لا نعرف، لقد ذهب.»
ردَّ العملاق: «لا بُدَّ أن تخبروه أن يحرص على المجيء إلى هنا غدًا.» ولكن الأطفال قالوا إنهم لا يعرفون أين يسكن، وإنهم لم يَرَوْه من قبل، فشعر العملاق بالحزن الشديد.
عصر كل يوم، بعد انتهاء المدرسة، كان الأطفال يأتون ويلعبون مع العملاق. ولكن الصبيَّ الصغير الذي أحبَّه العملاق لم يَرَه أحدٌ بعد ذلك قط. كان العملاق لطيفًا جدًّا مع جميع الأطفال، ولكنه كان يتوق إلى صديقه الأول الصغير، وكثيرًا ما تحدَّث عنه قائلًا: «كم أودُّ رؤيته!»
مرَّت السنوات، وصار العملاق عجوزًا ضعيفًا، ولم يَعُد بإمكانه اللعب مجددًا، فجلس على كرسيٍّ ضخم، وشاهد الأطفال وهم يلعبون وأبدى إعجابه بحديقته. وقال: «لديَّ الكثير من الزهور الجميلة، ولكن الأطفال هم أجمل الزهور على الإطلاق.»
في صباح يوم شتوي نظر عبر نافذته إلى الخارج بينما كان يرتدي ملابسه. لم يَعُد الآن يكره الشتاء؛ لأنه كان يعلم أن الربيع نائم فحسب، وأن الزهور تستريح.
فجأةً، فرك عينَيه في تعجُّب، وأخذ ينظر ويُمعِن النظر. كان بلا شك مشهدًا رائعًا. في الركن الأبعد من الحديقة كانت توجد شجرة مُغطَّاة تمامًا بأزهار بيضاء جميلة. كانت فروعها ذهبيةً كلها، وكانت تتدلَّى منها فاكهة فضية، وأسفلها كان يقف الفتى الصغير الذي كان يحبُّه.
هبط العملاق الدَّرَج ركضًا، والفرحة تملؤه، وخرج إلى الحديقة. وهُرِع عبر العشب مقتربًا من الطفل. وعندما اقترب منه بشدة، احمرَّ وجهه غضبًا، وقال: «مَن الذي تجرَّأ على جرحك؟» إذ كان على راحتَي يدَيِ الطفل أثر خَمْش ظُفْرَين، وأثر آخر لخَمْش ظُفْرَين على قدمه الصغيرة.
صاح العملاق قائلًا: «مَن الذي تجرَّأ على جرحك؟ أخبرني حتى آخذ سيفي الكبير، وأقتله!»
فأجاب الطفل قائلًا: «لا، فهذه جروح الحب.»
قال العملاق: «مَن أنت؟» وحَلَّت عليه رهبة غريبة، وركع أمام الطفل الصغير.
فابتسم الطفل للعملاق، وقال له: «لقد سمحت لي باللعب مرَّةً واحدة في حديقتك، واليوم، ستأتي معي إلى حديقتي، التي هي الجنة.»
وعندما ركض الأطفال بعد ظهر ذلك اليوم إلى الحديقة، وجدوا العملاق يرقد ميتًا أسفل الشجرة، وتغطِّيه بأكمله أزهار بيضاء.